# Onthophagus lioides
Onthophagus lioides là một loài bọ cánh cứng trong họ Bọ hung (Scarabaeidae).